# Metropolia di Langadas, Lití e Rentina
La metropolia di Langadas, Lití e Rentina (in greco: Ιερά Μητρόπολις Λαγκαδά, Λητής και Ρεντίνης; Ierá Mitrópolīs Langadá, Litís kai Rentínis) è una diocesi del patriarcato ecumenico di Costantinopoli, pastoralmente affidata alla Chiesa di Grecia, con sede a Langadas, nella Macedonia Centrale, dove si trova la cattedrale metropolitana Agia Paraskevi.
Dal 9 ottobre 2021 il metropolita è Platone Krikris.

## Territorio
La metropolia si trova nell'unità periferica di Salonicco nella Macedonia Centrale.
Sede del metropolita è la città di Langadas, dove si trova la cattedrale metropolitana Agia Paraskevi.
La metropolia comprende 48 parrocchie, suddivise in 8 arcipresbiterati, e 7 monasteri, 3 maschili e 4 femminili.
Dal punto di vista canonico, la metropolia fa parte del patriarcato ecumenico di Costantinopoli. Tuttavia, trovandosi in territorio greco, la gestione pastorale è affidata alle cure dell'arcivescovo di Atene e della Chiesa di Grecia.

## Storia
La metropolia trae le sue origini dall'antica diocesi di Lete, eretta in epoca bizantina. Nelle Notitiae Episcopatuum del patriarcato di Costantinopoli questa diocesi è documentata dal X al XV secolo. Non sono noti vescovi nel primo millennio cristiano. Il primo vescovo conosciuto è Leone, menzionato nel 1295; all'epoca la sede aveva il doppio titolo di "Lete e Rentina". Due vescovi di Lete e Rentina, Acacio (1482-1502) e Damasceno Studita (1558-1574), sono stati santificati dal patriarca di Costantinopoli nel novembre 2013. La diocesi di Lete fu soppressa nel XVIII secolo.
A causa della catastrofe dell'Asia Minore e dello scambio di popolazioni tra Grecia e Turchia, molti greci abbandonaro l'Anatolia e si riversarono in territorio greco; tra questi anche molti preti e vescovi. Il patriarcato decise l'erezione di nuove metropolie, per il governo di queste popolazioni fuggite dai territori turchi. Il 9 ottobre 1924 fu eretta la metropolia di Langadas; lo stesso giorno fu eletto Germano Anastasiadis, già metropolita di Simi. La metropolia fu soppressa nel 1932 e il suo territorio fu reintegrato in quello della metropolia di Salonicco.
Nel 1967, su proposta del metropolita di Salonicco Pantaleone Papageorgiou , fu ricostituita la metropolia di Langadas e fu nominato nuovo metropolita Spiridione Trantellis, a cui succedette, dopo la sua morte nel 2010, Giovanni Tassias. Nel 2010 la metropolia cambiò nome in quello odierno.

## Cronotassi
- Germano Anastasiadis † (9 ottobre 1924 - ottobre 1932 dimesso)
  - Sede soppressa (1932-1967)
- Spiridione Trantellis † (26 giugno 1967 - 4 dicembre 2009 deceduto)
- Giovanni Tassias † (16 maggio 2010 - 15 novembre 2020 deceduto)
- Platone Krikris, dal 9 ottobre 2021